# Orangeville (Illinois)
Orangeville és una població dels Estats Units a l'estat d'Illinois. Segons el cens del 2000 tenia 751 habitants.

## Demografia
Segons el cens del 2000, Orangeville tenia 751 habitants, 297 habitatges, i 209 famílies. La densitat de població era de 453,1 habitants/km².
Dels 297 habitatges en un 39,7% hi vivien nens de menys de 18 anys, en un 58,6% hi vivien parelles casades, en un 9,8% dones solteres, i en un 29,6% no eren unitats familiars. En el 27,6% dels habitatges hi vivien persones soles l'11,4% de les quals corresponia a persones de 65 anys o més que vivien soles. El nombre mitjà de persones vivint en cada habitatge era de 2,53 i el nombre mitjà de persones que vivien en cada família era de 3,1.
Per edats la població es repartia de la següent manera: un 30,9% tenia menys de 18 anys, un 5,6% entre 18 i 24, un 31,2% entre 25 i 44, un 20,9% de 45 a 60 i un 11,5% 65 anys o més.
L'edat mediana era de 34 anys. Per cada 100 dones de 18 o més anys hi havia 93,7 homes.
La renda mediana per habitatge era de 39.875 $ i la renda mediana per família de 45.000 $. Els homes tenien una renda mediana de 30.670 $ mentre que les dones 23.646 $. La renda per capita de la població era de 17.437 $. Aproximadament l'1,4% de les famílies i el 3,3% de la població estaven per davall del llindar de pobresa.

## Poblacions més properes
El següent diagrama mostra les poblacions més properes.